# I villeggianti
I villeggianti (Les Estivants) è un film del 2019 diretto da Valeria Bruni Tedeschi.
La pellicola ha per protagonisti la stessa regista Valeria Bruni Tedeschi, Valeria Golino e Riccardo Scamarcio.

## Trama
Una grande e bella proprietà in Costa Azzurra. Un posto che sembra essere fuori dal tempo e protetto dal mondo. Anna arriva con sua figlia per qualche giorno di vacanza. In mezzo alla sua famiglia, ai loro amici e al personale di servizio, Anna deve gestire la sua recente separazione e la scrittura del suo prossimo film. Dietro le risate, la rabbia, i segreti, nascono rapporti di supremazia, paure e desideri. Ognuno si tappa le orecchie dai rumori del mondo e deve arrangiarsi con il mistero della propria esistenza.

## Produzione
È prodotto da Alexandra Henochsberg per Ad Vitam e Patrick Sobelman per Agat Films & Cie - Ex Nihilo e coprodotto da Angelo Barbagallo per BiBi Film Tv.

## Promozione
Il giorno dell'anteprima al Lido di Venezia è stato diffuso online tramite i canali social della casa di distribuzione italiana il trailer ufficiale.

## Distribuzione
Il film è stato presentato in anteprima alla 75ª Mostra internazionale d'arte cinematografica di Venezia nella sezione Fuori Concorso il 5 settembre 2018. Il 29 settembre 2018 nella sezione Prima viene presentato all'Annecy cinéma italien.
La pellicola era prevista nelle sale cinematografiche il 20 dicembre 2018 distribuito da Lucky Red, ma è stata posticipata al 7 marzo 2019.

## Riconoscimenti
- 2020 - David di Donatello[9][10]
  - Candidatura per la migliore attrice protagonista a Valeria Bruni Tedeschi
- 2019 - Nastri d'argento
  - Candidatura per la migliore attrice non protagonista a Valeria Golino